# Teffli-Rally

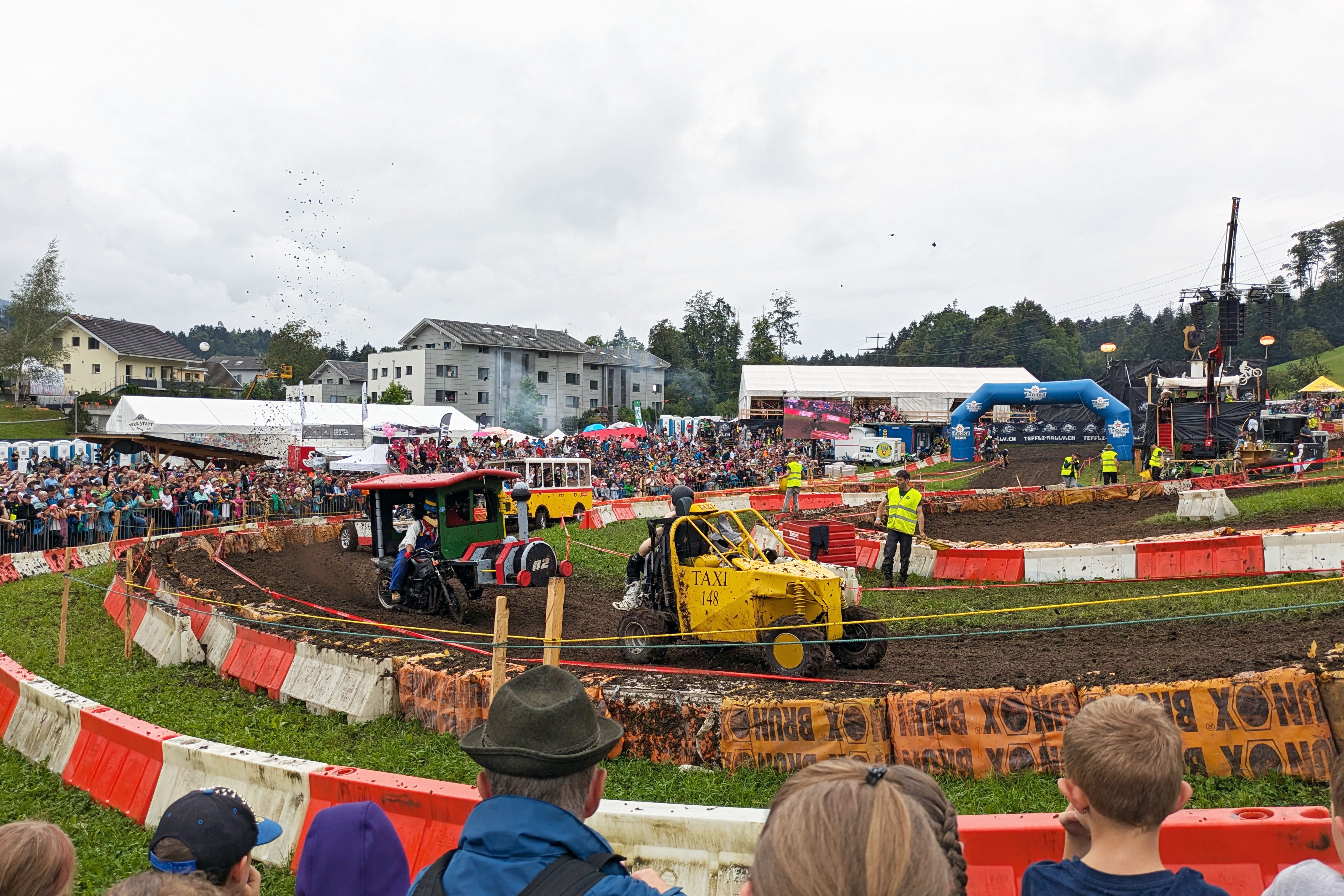
Impression von einem Rennen der Kategorie 3 an der Teffli-Rally 2024

Die Teffli-Rally in Ennetmoos in der Schweiz ist ein motocrossähnlicher Wettkampf für Zweitakt-Mofas, die im lokalen Dialekt als «Teffli» bezeichnet werden. Auf einem 350 m langen Rundkurs über unebenes Gelände messen sich die Fahrer in Geschwindigkeit und Originalität. Seit der zweiten Austragung im Jahr 2002 findet die Veranstaltung im zweijährlichen Rhythmus im August statt und zieht mittlerweile rund 30'000 Besucher an. Im Jahr 2023 wurde die Teffli-Rally vom Bundesamt für Kultur in die Liste der lebendigen Traditionen in der Schweiz aufgenommen und ist damit als jüngste offizielle Tradition Teil des immateriellen Kulturerbes des Landes.

## Geschichte
In der ländlichen Gemeinde Ennetmoos im Kanton Nidwalden nimmt das Teffli eine bedeutende Rolle für die Fortbewegung der Jugendlichen ein, was einer Kultur des Optimierens der Teffli bis zur Grenze des Erlaubten Vorschub leistet. Im Jahr 2000 entstand unter Mitgliedern der Ennetmooser Guggenmusik Schluchtä-Gruftis die Idee, ein Rennen mit frisierten Tefflis zu organisieren. Mit einem anfänglichen Helferteam aus 30 Mitgliedern wurde der Wettkampf im selben Jahr mit einer einzigen Fahrer-Kategorie das erste Mal durchgeführt. Dank dem einzigartigen Charakter der Veranstaltung wurde diese schnell überregional bekannt und lockte bei jeder Durchführung mehr Besucher an.

## Organisation
Die Teffli-Rally wird vom gleichnamigen Verein organisiert. Das Veranstaltungsgelände liegt in einer Landwirtschaftszone im Ortsteil St. Jakob. Der aufwendige Auf- und Abbau der Infrastruktur sowie der Festbetrieb werden überwiegend von einer grossen Anzahl freiwilliger Helfer getragen; im Jahr 2024 waren es 1200 Helfer. Dank dem Engagement der Helfer, Sponsoren und stetig wachsenden Zuschauerzahlen verzeichnet die Teffli-Rally jedes Jahr einen finanziellen Erfolg.
|      | Anzahl Besucher | Anzahl Fahrer |
| ---- | --------------- | ------------- |
| 2000 | 1200            | 37            |
| 2001 | 1800            | 39            |
| 2003 | 3000            | 54            |
| 2005 | 4800            | 109           |
| 2007 | 8600            | 120           |
| 2009 | 12000           | 139           |
| 2011 | 13300           | 161           |
| 2013 | 15800           | 160           |
| 2015 | 21000           | 154           |
| 2017 | 26000           | 169           |
| 2019 | 29500           | 172           |
| 2022 | 30000           | 171           |
| 2024 | 29500           | 174           |

## Kategorien
In der Kategorie 1, auch «Königsklasse» genannt, dürfen das Fahrwerk und der Motor bis an ihre Grenzen optimiert werden. Die Rennen werden wie beim Motocross gefahren, wobei jedes Rennen vier Minuten plus zwei Runden dauert. Das Ende der vier Minuten und somit der Beginn der letzten zwei Runden wird mit einer grünen Flagge angezeigt. Auf 2026 ist eine Unterteilung der Kategorie in «Race» und «Pro» angekündigt.
In der Kategorie 2, auch «Back to the Roots» genannt, ist es nicht erlaubt, den Motor auszutauschen, aber das Teffli darf frisiert werden. Der originale Rahmen muss erhalten bleiben. Die Rennen folgen denselben Regeln wie in Kategorie 1, jedoch gibt es zusätzlich eine Jury, die das Teffli sowie die Mottoverkleidung der Teilnehmer nach Originalität bewertet.
In der Kategorie 3, auch «Kreativität ohne Grenzen» genannt, muss ein Teffli-Rahmen in das Fahrzeug integriert sein. Durch aufwendige Bastelei entstehen spektakuläre Motto-Gefährte. Ein Rennen dauert hier fünf Minuten und 30 Sekunden. Während dieser Zeit gibt es ein Punktesystem für Originalität. Beim Final gewinnt der schnellste Fahrer, daneben wird bei der Siegerehrung auch der Preis für das originellste Teffli und seinen Fahrer verliehen.
Für alle Kategorien gilt ein Mindestalter von 16 Jahren. Das Tragen von Motorradhelmen mit Kinnschutz, Rückenpanzer, langen Hosen, Knieprotektoren, Handschuhen sowie knöchelbedeckendem Schuhwerk ist obligatorisch. Die Gewinner werden in der «Hall of Fame» auf der offiziellen Website der Teffli-Rally verewigt.

## Rahmenprogramm
Moderiert wird die Veranstaltung von den beiden Kunstfiguren Küde und Schorsch, die mit Anfeuerungsrufen und scharfsinnigen Kommentaren zum Rennverlauf für eine mitreissende und unterhaltsame Stimmung sorgen. Für die musikalische Unterhaltung an der Rennstrecke sorgt DJ Jean-Luc. Am Freitag- und Samstagabend treten auf verschiedenen Bühnen nationale und internationale Bands mit Fokus auf 90er-Jahre-Rock und Ländler auf.
Kari Kreidler, der Werbeträger und Superfan der Teffli-Rally, bringt seine Begeisterung für den Event in seine Musiksongs ein, die er im Vorfeld produziert. Das Pseudonym nimmt Bezug auf die ehemalige deutsche Motorradmarke Kreidler. Mit seinem Hit «Mi Name isch», einer Coverversion von «Informer», erreichte er 2013 Platz 72 in der Schweizer Single-Hitparade. Mit diesem und weiteren Liedern, die einen direkten Bezug zur Teffli-Rally haben, zeigt er seine grosse Liebe zur Veranstaltung. Der Erlös aus dem Verkauf der Kari-Kreidler-Merchandise wird stets an eine gemeinnützige Organisation gespendet. Die beliebten Charaktere tragen wesentlich zum Erfolg der Teffli-Rally bei und prägen das einzigartige Flair des Events.